# De Lindenhof (Noordwijk)
De Lindenhof is een woonhuis aan het Lindenplein 1 in de Nederlandse plaats Noordwijk, provincie Zuid-Holland. 
Het pand had oorspronkelijk een dwars dubbel zadeldak. Er zijn drie dakkapellen. De weelderig uitgevoerde achttiende-eeuwse deuromlijsting heeft een gebogen kalf en een bovenlicht met draperingen. Voor het huis staan zeven hardstenen stoeppalen en ijzeren spijlenhek. In 1967 werd het gebouw ingeschreven in het rijksmonumentenregister. 

## Eigenaren
In 1421 werd het huis in de leenregister van het huis Wassenaer genoemd. Ridder Hendrik van Wassenaer kreeg een perceel grond van zijn neef en tevens edelman Jan van der Boekhorst, om het na zijn dood erfelijk weer af te staan aan Van der Boekhorst. De kinderen uit het tweede huwelijk van hem met Elisabeth van Alkemade gingen als Van Noordwijk door het leven. Tot 1551 bleef het huis in bezit van de familie Van Noordwijk. Daarna werd het door Cornelis van der Boekhorst verkocht aan Dirk van Waardenburg.
In 1591 werd het huis verkocht aan Johan Pryce, een Engels edelman. Na het overlijden van Pryce in 1609 bleef zijn weduwe Margaretha Rataller woonachtig in het huis. Margaretha's zwager Hugo Muys van Holy werd door koop een groot deel eigenaar. 
In 1629 kwam het huis in het bezit van Hendrick Swaerdecroon. Hij was rector van de Latijnse school in Noordwijk. In 1637 verkocht hij het pand door aan een neef van het echtpaar Pryce−Rataller. In 1689 werd het huis eigendom van de Rotterdamse familie De Riemer. Pieter de Riemer kocht het huis voor zijn zoon Isaak, die in Noordwijk werkzaam was als remonstrants predikant. Nadat Isaak in 1707 werd ontslagen als predikant ging het snel bergafwaarts met hem. In 1716 was hij gedwongen om het huis in de verkoop te zetten.
In 1741 werd het huis verkocht door Jan Boekweijt aan Adriaan Hoogop. Adriaan leefde in het huis tot zijn dood in 1790. Rond de eeuwwisseling van de 18e en 19e eeuw werd het huis meerdere malen verkocht. Rond 1841 werd Catharinus van der Schalk eigenaar van het huis. In 1841 werd van der Schalk benoemd tot notaris in Noordwijk. In de Lindenhof heeft Henriette Roland Holst haar jeugd doorgebracht. Tot 1968 was het huis in gebruik bij een notaris.

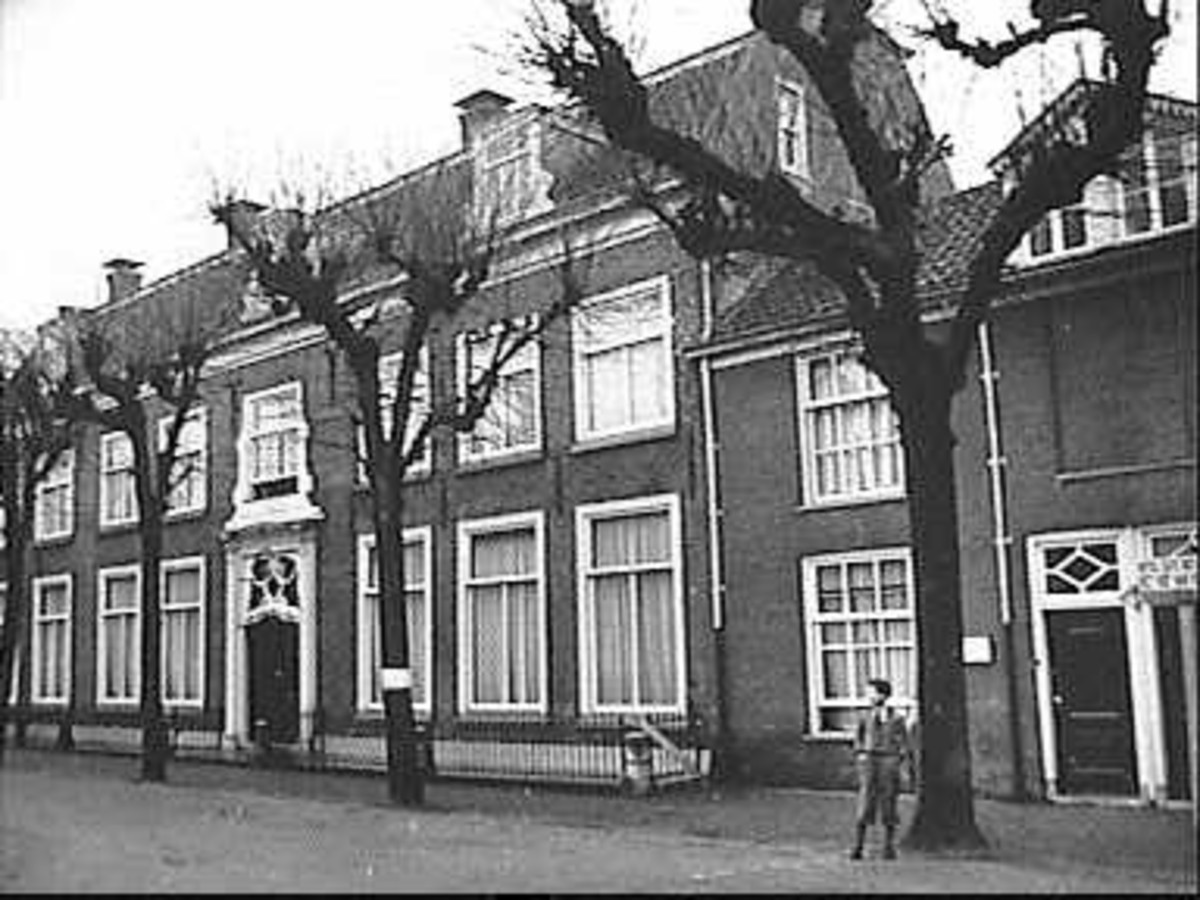
De Lindenhof in 1943

In 1968 werd het huis verkocht aan de Rijksuniversiteit van Leiden. Buiten de verkoop bleef een stukje grond van tweeënhalf vierkante meter, dat aan de Henriëtte Roland Holst-Stichting was overgedragen. De Rijksuniversiteit Leiden gebruikte het huis als kliniek voor chronisch zieke kinderen van het academische ziekenhuis. In 1988 kwam er een einde aan de kinderkliniek en kocht de gemeente Noordwijk het huis. Nadat het twee jaar had leeggestaan volgde een restauratie door A.H. van der Wiel, bouwkundig aannemer, die het pand zelf ging bewonen.